# Lavezzi
Otočje Lavezzi (fra. Îles Lavezzi; kor.: Isuli Lavezzi) sastoji se od stotinjak otočića i grebena u prolazu Bonifacio koji razdvaja Korziku od Sardinije. Otočje se nalazi deset kilometara južno od Bonifacija, a upravno je dio Korzike tj. Francuske.
Najviše visina na ovom otočju od 5 123 ha je 50 m. Ovo je jedno od najopasnijih putova za plovidbu u Sredozemnom moru. Otočje obilježava najjužniju točku europske Francuske.
Na jednom od otoka je 1874. godine izgrađen svjetionik. Ovo područje je od 1982. prirodni rezervat.
Otočje je poznato kao mjesto potonuća francuske fergate Sémillante 15. veljače 1855. godine.

## Vanjske poveznice
|  | Zajednički poslužitelj ima još gradiva o temi Lavezzi |